# Ahmadou Kourouma

Ahmadou Kourouma

Ahmadou Kourouma (n. 24 noiembrie 1927, Boundiali, Coasta de Fildeș - d. 11 decembrie 2003, Lyon, Franța, a fost un scriitor ivorian.

## Biografie
Născut în 1927 în Boundiali, (nordul Coastei de Fildeș), Ahmadou Kourouma a fost un scriitor de origine malinke, o etnie prezentă în diferite țări din Africa de Vest. Numele său înseamnă războinic în limba malinke. Își începe studiile la Bamako, Mali. Din 1950 până in 1954 când țara sa era sub controlul coloniasmului francez, a participat la campaniile militare franceze din Indochina. Apoi s-a reîntors în Franța, la Lyon, pentru a-și urma studiile de matematică.
Kourouma revine în țara sa natală după ce aceasta și-a câștigat independența în 1960, dar este rapid alarmat de regimul președintelui Coastei de Fildeș, Félix Houphouët-Boigny. După ce cunoaște închisoarea, Kourouma petrece câțiva ani în exil: în Algeria (1964-1969), Camerun (1974-1984) și Togo (1984-1994). Într-un final, aceasta se reîntoarce în Coasta de Fildeș.
În 1970 este publicat primul său roman Les soleils des indépendances (Sorii independenței). Acesta este scris într-o manieră extrem de critică adresată guvernelor post-coloniale din Africa. Opt ani mai târziu, Kourouma își publică cea de-a doua carte a sa Monnè, outrages et défis (Monnè, ocări și sfidări), unde este descrisă istoria unui secol de colonizare. În 1998, este publicată En attendant le vote des bêtes sauvages (Așteptând votul bestiilor sălbatice), o satiră a Africii post-coloniale scrisă în stil voltarian unde un griot relatează povestea transformării unui șef tribal într-un dictator. În acest roman, ce va obține Premiul Cărții Inter (Prix du Livre Inter), poate fi recunoscut foarte ușor drumul parcurs de președintele Gnassingbé Eyadéma. În 2000, publică Allah n’est pas obligé (Allah nu-i obligat), ce înfățișează istoria unui copil orfan care pleacă să-și reîntâlnească mătușa în Liberia, dar devine un "copil soldat". Această carte va obține Premiul Renaudot (Prix Renaudot) și Premiul Goncourt al liceenilor (Prix Goncourt des lycéens).
În timpul izbucnirii războiului civil din Coasta de Fildeș din 2002, Kourouma a fost împotriva războiului, la fel cum a fost și împotriva conceputului de naționalism ivorian, numindu-l "o absurditate ce ne-a condus la dezordine". Președintele Laurent Gbagbo l-a acuzat că ar fi sprijinit grupări rebele din nordul țării.
În momentul morții sale, el lucra la o continuare a romanului Allah n'est pas obligé, intitulat Quand on refuse on dit non (Când refuzăm să spunem nu); protagonistul primului roman, copilul-soldat, este demobilizat și se întoarce acasa în Coasta de Fildeș unde va trăi un nou conflict ivorian. Acest roman va fi publicat după moartea sa.

### Teatru
- Tougnantigui ou le Diseur de vérité

### Romane
- Les Soleils des indépendances
- Monnè, outrages et défis
- En attendant le vote des bêtes sauvages
- Allah n’est pas obligé
- Quand on refuse on dit non

### Literatură pentru copii
- Yacouba, chasseur africain
- Le griot, homme de parole
- Le chasseur, héros africain
- Le forgeron, homme de savoir
- Prince, suzerain actif